# El Malpais National Monument
Das El Malpais National Monument ist ein unter der Verwaltung des National Park Service sowie dem Bureau of Land Management stehendes Nationalmonument der Vereinigten Staaten von Amerika, das im nordwestlichen Teil des US-Bundesstaates New Mexico einen Teil des Zuni-Bandera-Vulkanfelds mit erloschenen Vulkanen und erkalteten Lavafeldern schützt. Der Name El Malpais (deutsch „schlechtes Land“) zielt auf das durch zerklüftete Lavaströme entstandene Landschaftsbild des Parks. Der National Park Service betreibt das El Malpais Visitor Center (früher The Northwest New Mexico Visitor Center).
Das El-Malpais-Nationalmonument liegt südlich der neumexikanischen Kleinstadt Grants zwischen den Indianerreservaten Acoma und Zuni und verfügt über keinen zentralen Eingang. Zugänge zu den Sehenswürdigkeiten des Monuments sind über Nebenstraßen und insbesondere über den Highway 117 möglich, an dem auch eine Rangerstation liegt. Unweit dieser befindet sich der Aussichtspunkt Sandstome Bluffs, der auf der Ostseite des Monuments den besten Ausblick auf das weite Lavafeld und das gegenüber verlaufende Zuni-Gebirge erlaubt.
Im weiteren Verlauf windet sich der Highway 117 an den Narrows (Straßenverengung) um eine etwa 150 Meter hohe Sandsteinklippe, deren Steilhänge die Lava fast erreicht hätte. Unmittelbar vor den Narrows liegt der La Ventana Natural Arch, ein durch die Witterung entstandener Sandsteinbogen mit einer Spannweite von 41 Metern. Der zweitgrößte natürliche Bogen New Mexicos ist mit einem kurzen Fußmarsch von einem Rastplatz des Highway 117 zu erreichen.
Der einzige Pfad durch das Lavafeld ist der rund elf Kilometer lange Zuni-Acoma Trail, ein alter Indianerpfad, der die Pueblos der Zuni und Acoma miteinander verband.
Das US-Verteidigungsministerium nutzte das Gelände während des Zweiten Weltkriegs als Bombenabwurfplatz für die Ausbildung von Piloten.